# Polykarp I.
Polykarp I. (řecky: Πολύκαρπος Α) byl biskup Byzantionu. Nástupce biskupa Onesima, ve funkci byl až do své smrti roku 89. Posledních osm let funkce bylo za vlády císaře Domitiana, který pronásledoval křesťany. Více o něm nic není známo.